# Ratpenat llenguallarg de Fardoulis
El ratpenat llenguallarg de Fardoulis (Melonycteris fardoulisi) és una espècie de ratpenat de la família dels pteropòdids. És endèmic de Salomó. El seu hàbitat natural són els boscos primaris tropicals de l'estatge montà i molts altres tipus d'hàbitats. Probablement està amenaçat per la pèrdua d'hàbitat.